# 坂口利雄
坂口 利雄（さかぐち としお、1910年 - 1979年5月9日）は、日本の昭和時代に活動した作詞家、歌人。
鹿児島県出身。名前の表記を「利夫」とする資料もある。

## 来歴
1910年（明治43年）、鹿児島県川辺郡西加世田村（現在の南さつま市笠沙町）片浦に生まれる。鹿児島県第一師範学校を卒業後、川辺実科高等女学校他で教鞭を執る。この時期より『多磨』への投稿を通じて北原白秋に師事し、1938年（昭和13年）刊の『多磨第一歌集』に短歌4首が採録されている。第二次世界大戦下では中国大陸へ渡り、大同の国民学校で教頭となった。
終戦を経て日本に引き揚げ、万世町立益山中学校の教務主任在職時に鹿児島県が南日本新聞社と合同で開催した県民歌の懸賞募集で応募作が入選する。翌1949年（昭和24年）、鹿児島県教育委員会事務局主事へ異動となり『教育委員会月報』の創刊に携わった。1951年、喜入町（現・鹿児島市）立前之浜小学校へ異動し校長に就任。
その後、兵庫県教育委員会に招かれ県立神戸聾学校教諭を経て県立芦屋高校教諭に至る。定年退職後、滝川高校教諭となったが1979年（昭和54年）5月9日に急逝した。享年70。

## 作品
- 鹿児島県民の歌（作曲：山田耕筰）[9]
- 鹿児島県立加世田高等学校校歌（作曲：岡本敏明）[10]
- 鹿児島市立福平小学校校歌（作曲：武田喜代秀）[11]
- 南さつま市立長屋小学校校歌（作曲：益田元甫） - 「坂口利夫」名義[4]。